# راي مكينون
راي مكينون (بالإنجليزية: Ray McKinnon)‏ (5 أغسطس 1970 بدندي في المملكة المتحدة - ) هو مدرب كرة قدم ولاعب كرة قدم بريطاني في مركز الوسط. شارك مع منتخب اسكتلندا تحت 21 سنة لكرة القدم. أما مع النوادي، فقد لعب مع بورتاداون ودندي يونايتد وريث روفرز ونادي أبردين ونادي توركي يونايتد ونادي لوتون تاون ونوتينغهام فورست ونادي إيست فيف ونادي ستيرلينغ ألبيون ونادي مونتروز لكرة القدم وBroughty Athletic F.C. ‏ وLochee United F.C. ‏ ونادي ليفينغستون لكرة القدم.

## وصلات خارجية
- راي مكينون على موقع قاعدة بيانات كرة القدم.إي يو (الإنجليزية)
- راي مكينون على موقع Soccerbase.com (لاعب) (الإنجليزية)
- راي مكينون على موقع عالم كرة القدم.نت (الإنجليزية)